# 烽火駅
烽火駅（ほうかえき、ポンファえき、朝鮮語：봉화역）は、朝鮮民主主義人民共和国平壌市中区域にある平壌地下鉄千里馬線の駅。

## 駅構造

### 駅舎
駅舎はあるが改札があるかは不明。

### ホーム
島式ホーム1面2線の地下駅。

#### のりば
| エスカレーターからの方向 | 路線     | 行き先               |
| ------------------------ | -------- | -------------------- |
| 左側                     | 千里馬線 | 栄光 復興方面        |
| 右側                     | 千里馬線 | 凱旋 戦友 赤い星方面 |

## 駅周辺
- 中央電報電話局
- 平壌劇場
- 平壌医科大学病院
- 平壌医科大学
- 朝鮮対外文化連絡協会
- 国際文化センター
- 党創立事績館
- 朝鮮人民軍烈士塔
- 口腔病予防院
- 労働新聞社
- 平壌国際郵便局
- 解放山ホテル
- 平壌第二百貨店
- 平壌大劇場
- チェコ大使館
- 烽火芸術劇場

## 隣の駅
平壌地下鉄
千里馬線
栄光駅 - 烽火駅 - 勝利駅